# シンプリー・レッド
シンプリー・レッド (Simply Red) は、イギリス・マンチェスター出身のバンド。ポップ、ロック、ジャズ、ブルー・アイド・ソウルなどのジャンルに影響を受けた音楽が特徴である。
1985年結成、2010年にいったん解散したが2015年に再結成した。ボーカルのミック・ハックネルを中心に活動しているが、メンバーの入れ替わりが多く、結成以来のメンバーで残っているのはハックネルのみである。このため実質的にはハックネルのソロプロジェクトという性質が強い。

## 経歴

### 結成まで
シンプリー・レッドの起源は、1976年にセックス・ピストルズがマンチェスターのフリー・トレード・ホールで開いたライヴまでさかのぼる。このライヴの観衆の中に、後にジョイ・ディヴィジョン、ザ・スミスやバズコックスなどのバンドを結成することになるメンバーらとともに、当時マンチェスターで美術を学ぶ学生だったハックネルがいた。ピストルズのライヴに衝撃を受けたハックネルは、フランティック・エレヴェイターズ (The Frantic Elevators) という名のパンクバンドを結成。このバンドは7年の間活動し、地元のレーベルから数枚のレコードを出したが、1984年に解散した。
フランティック・エレヴェイターズの後、ハックネルはマネージャーのエリオット・ラッシュマン (Elliot Rashman) と組んで、1985年初頭より地元のスタジオ・ミュージシャンたちとバンドを結成し、レコード会社の注目を集めるようになっていった。シンプリー・レッドというバンド名が付けられたのもこの頃である。この名前は、ハックネルが赤毛であることと、赤がシンボルカラーのサッカークラブ、マンチェスター・ユナイテッドの大ファンであることに由来する。当時のバンドはハックネル、デイヴィッド・フライマン（David Fryman, ギター）、トニー・バウワーズ（ベース）、フリッツ・マッキンタイア（キーボード）、ティム・ケレット（ブラス）、クリス・ジョイス（ドラムス）という構成で、1985年にエレクトラ・レコードと契約した。

### デビュー
1985年に発表された最初のシングル「マネーズ・トゥー・タイト」は、元々ヴァレンタイン・ブラザーズ (The Valentine Brothers) によって録音されたソウルのスタンダードナンバーのカバーであった。このシングルは世界的な大ヒットとなり、イギリスとアイルランドでチャートのトップ20に入ったほか、後にアメリカ、フランス、オランダでトップ30に、イタリアではトップ5に入った。最初のアルバム『ピクチャー・ブック』もこの年に発表された。
1986年、バンドはフランティック・エレヴェイターズ時代の曲「ホールディング・バック・イヤーズ」をさらにポップなアレンジで再録音して発表。「マネーズ・トゥー・タイト」に続く大ヒットとなり、アイルランドでチャート1位、イギリスで2位、オランダで3位、イタリアで20位、そしてアメリカで1位となって、世界にシンプリー・レッドの名前を知らしめることになった。このヒットのおかげでアルバム『ピクチャー・ブック』もさらに売り上げを伸ばし、世界的なヒットに結びついた。
1987年発表の2枚目のアルバム、『メン・アンド・ウィメン』では、それまでの小汚ない格好で内省的、社会的なメッセージというイメージから脱皮し、ファンクの影響を帯びたブルー・アイド・ソウルという新境地を開いた。
1989年の3枚目のアルバム『ニュー・フレイム』では、さらに主流派の路線を志向し、批評家からの受けよりも商業的な成功を狙った音楽になった。それをよく表しているのが、ハロルド・メルヴィンのヒット曲「二人の絆」("If You Don't Know Me By Now") のカバーで、この曲は彼らにとって2回目となるアメリカでのナンバーワンヒットになり、また今日でもバンドの曲の中で最も成功した曲となっている。この頃のハックネルは、モデルやハリウッドのセレブリティとの写真を撮られるなど世界的なスターの座にあった。1991年にハックネルが「シンプリー・レッドは基本的にはソロプロジェクト」と発言したこともあって、バンドとしてのまとまりは阻害されているかにも見えた。

### 円熟期
バンドの人気はこの年に発表されたアルバム『スターズ』で頂点を迎えた。『スターズ』は、アメリカでこそそれまでのアルバムほどには成功しなかったものの、ヨーロッパおよびイギリスでは2年の間最も売れたアルバムとなった。タイトル曲の「スターズ」はハックネルによる反サッチャリズムの政治的な歌詞をラウンジ・ジャズに乗せた、明らかに過去のファン層をつなぎ止めようという狙いの内容であった。この曲は1995年の映画『赤ちゃんにバンザイ!?』(Jack and Sarah) のサウンドトラックでも取り上げられた。日本でも、同曲がスバル・インプレッサのCMソングに使用された。
2年にわたる『スターズ』のプロモーションとツアーの後、1995年にダンス・ミュージックの影響が強いシングル「フェアグラウンド」("Fairground") を発表。この曲はラジオで大ヒットとなり、バンドにとって初の全英ナンバーワンを記録した。「フェアグラウンド」を収録したアルバム『ライフ』はイギリスだけで100万枚以上を売り上げ、この年のアルバムセールス第4位に入った。この勢いは、カバー曲も多く含んだ1998年の『ブルー』、1999年の『ラブ・アンド・ザ・ロシアン・ウィンター』と続いた。その後は、スタイリスティックスの「誓い」("You Make Me Feel Brand New") などのカバー曲とオリジナル曲を収録した『ホーム』を2003年に発表したほかは、2000年の『ラヴ・ソング・コレクション』、2003年の『ヴェリー・ベスト・オブ・シンプリー・レッド』、そして主に過去のヒット曲を再アレンジして収録した2005年の『シンプリファイド』など、しばらくベストアルバムのリリースが続いた。

### 解散へ
バンドの10枚目となるアルバム『ステイ』を2007年3月12日に発表した後、ハックネルは「25年という期間はもう十分だろうという感じ。だから、2009年でシンプリー・レッドの最後のツアーにするつもりだ」と語り、2009年初頭から2010年にかけてのツアーが終わった後にバンドを解散することを発表した。その後、ハックネルは彼の最初のソロアルバム『ハックネル・トリビュート・トゥ・ボビー』を2008年5月19日に発表した。
解散前の最後のコンサートは2010年12月19日、ロンドン・O2アリーナで開催された公演であった。この模様は全英の映画館にライブ配信された。このコンサートをもってバンドは正式に解散した。
解散時のバンドメンバーは、ハックネル（ボーカル）、イアン・カーカム（サックス／キーボード）、デイヴ・クレイトン（Dave Clayton, キーボード）、鈴木賢司（ギター）、ケヴィン・ロビンソン（Kevin Robinson, トランペット／フリューゲルホルン／パーカッション）、スティーヴ・レウィンソン（Steve Lewinson, ベース）、ピート・レウィンソン（Pete Lewinson, ドラムス）という構成であった。このメンバーは、バンドが発表したスタジオアルバムのうち最後の3枚でも演奏に参加している。

### 再結成
2014年11月3日、バンドは2015年秋に再結成し結成30周年記念のヨーロッパツアー「Big Love Tour 2015」を実施することを明らかにした。メンバーはドラムスがレウィンソンに代わってローマン・ロス (Roman Roth) が入る以外は解散時の顔ぶれと同じであった。2015年4月19日、バンドはさらに新しいオリジナルアルバムの制作も発表。このアルバムは『ビッグ・ラヴ』のタイトルで同年6月1日に発表された。

## ディスコグラフィ

### オリジナルアルバム
| 年   | タイトル                               | チャート順位 | チャート順位 | チャート順位 | チャート順位 | ゴールドディスク認定 | ゴールドディスク認定 | ゴールドディスク認定 |
| 年   | タイトル                               | 英           | 米           | 独           | 仏           | BPI                  | RIAA                 |                      |
| ---- | -------------------------------------- | ------------ | ------------ | ------------ | ------------ | -------------------- | -------------------- | -------------------- |
| 1985 | ピクチャー・ブック                     | 2            | 16           | 8            | -            | 5xプラチナ           | プラチナ             |                      |
| 1987 | メン・アンド・ウィメン                 | 2            | 31           | 3            | -            | 3xプラチナ           | -                    |                      |
| 1989 | ニュー・フレイム                       | 1            | 22           | 2            | 2            | 7xプラチナ           | ゴールド             |                      |
| 1991 | スターズ                               | 1            | 76           | 6            | 4            | 12xプラチナ          | ゴールド             |                      |
| 1995 | ライフ                                 | 1            | 75           | 1            | -            | 5xプラチナ           | -                    |                      |
| 1998 | ブルー                                 | 1            | 145          | 1            | 21           | 2xプラチナ           | -                    |                      |
| 1999 | ラブ・アンド・ザ・ロシアン・ウィンター | 5            | -            | 2            | 57           | プラチナ             | -                    |                      |
| 2000 | ラヴ・ソング・コレクション             | 13           | -            | 35           | -            | ゴールド             | -                    |                      |
| 2003 | ホーム                                 | 2            | 187          | 5            | 8            | 2xプラチナ           | -                    |                      |
| 2005 | シンプリファイド                       | 3            | -            | 4            | 64           | ゴールド             | -                    |                      |
| 2007 | ステイ                                 | 4            | -            | 4            | 58           | ゴールド             | -                    |                      |
| 2008 | スターズ（コレクターズ・エディション） | 31           | -            | -            | -            | -                    | -                    |                      |
| 2015 | ビッグ・ラヴ                           | 4            | -            | 122          | 6            | ゴールド             | -                    |                      |
| 2019 | ブルー・アイド・ソウル                 | 6            | -            | 57           | 11           | -                    | -                    |                      |
| 2019 | Time                                   | 8            | -            | 9            | 83           | -                    | -                    |                      |

### コンピレーション
| 年   | タイトル                                   | チャート順位 | チャート順位 | チャート順位 | チャート順位 | ゴールドディスク認定 |
| 年   | タイトル                                   | 英           | 米           | 独           | 仏           | BPI                  |
| ---- | ------------------------------------------ | ------------ | ------------ | ------------ | ------------ | -------------------- |
| 1996 | グレイテスト・ヒッツ                       | 1            | 116          | 2            | -            | 6xプラチナ           |
| 2000 | ラヴ・ソング・コレクション                 | 27           | -            | 35           | -            | ゴールド             |
| 2003 | ヴェリー・ベスト・オブ・シンプリー・レッド | -            | -            | 36           | -            | -                    |
| 2008 | Simply Red 25: The Greatest Hits           | 9            | -            | 17           | -            | -                    |
| 2010 | Songs of Love                              | 12           | -            | 86           | -            | -                    |
| 2013 | Song Book 1985–2010                        | 41           | -            | -            | -            | ゴールド             |
| 2021 | Remixed Vol. 1 (1985–2000)                 | -            | -            | -            | -            | -                    |

## 日本公演
- 1987年

7月31日、8月1日 東京厚生年金会館、3日 大阪厚生年金会館、4日 愛知文化講堂、6日 中野サンプラザ
- 2010年

9月25日　東京国際フォーラム　ホールA